# チ・カ・ラ
『チ・カ・ラ』は、和田尚子による日本の漫画作品。『コーラス』（集英社）にて2008年5月号から2009年5月号まで連載されていた。単行本は全2巻。

## あらすじ
大正9年、新聞社の一人娘・真田千華羅は、尊敬する父親と同じように自分も新聞記者になりたいと夢を馳せていた。ある日、自分が両親の実子ではないと聞かされショックを受ける。更に、婚約者の存在まで明かされる。

## 登場人物
真田 千華羅（さなだ ちから）
新聞社「集英日報」の一人娘。新聞記者を志し、自由恋愛に憧れるお転婆な女学生。言論の自由を旨に、不正などを一切許さない。子宝に恵まれなかった両親が遠縁から養女に迎えたため、両親と血の繋がりはない。
風間 央（かざま なかば）
千華羅の婚約者。横浜真新報の記者。「集英日報」の社長に。
武藤 達道（むとう さとみち）
千華羅の幼馴染で憧れの存在。帝国大学建築学科の学生で、普段は横浜に住んでいる。
武藤 静枝（むとう しずえ）
千華羅の幼馴染。達道の5歳年下の妹。父親の貿易業が成功を収め、豪邸に住んでいる。湘南で療養生活を送っていたが、快方に向かい9年ぶりに千華羅と再会する。
真田（さなだ）
千華羅の父親。集英日報の二代目社長。鋭い観察眼でスクープを世間に送る。
お艶（おえん）
風間が贔屓にしている新橋の芸者。風間にお座敷で手に入れた情報を流す。